# Cacops
Cacops ("aparência feia" por sua aparência estranha), um gênero de temnospondilos dissorofídeos, é um dos anfíbios paleozóicos mais distintos que se diversificaram na região equatorial da Pangeia durante o estágio kunguriano do Permiano inicial. Os dissorofídeos eram um grupo de faunívoros totalmente terrestres, muitas vezes fortemente blindados. Isso, juntamente com seu tamanho relativamente grande e sua faixa geográfica, sugere que eles foram capazes de coexistir com amniotes como predadores durante o início do Permiano. Os dissorofídeos possui quatro categorias distintas, diferenciadas em grande parte na morfologia dos osteodérmicos, os Eucacopinae (anteriormente Cacopinae), os Dissorophinae, os Aspidosaurinae e os Platyhystricinae. Cacops é um dos poucos olsoniformes (dissorofídeos e os trematopídeos maiores) cuja ontogenia está começando a surgir. Os fósseis dos Cacops eram quase exclusivamente conhecidos no leito ósseo dos Cacops da Formação Arroyo do Baixo Permiano do Texas por grande parte do século XX. O novo material coletado da Dolese Brothers Quarry, perto de Richards Spur, Oklahoma, nas últimas décadas, foi recuperado, criando uma imagem mais clara de como o animal era e agia.

## Descrição

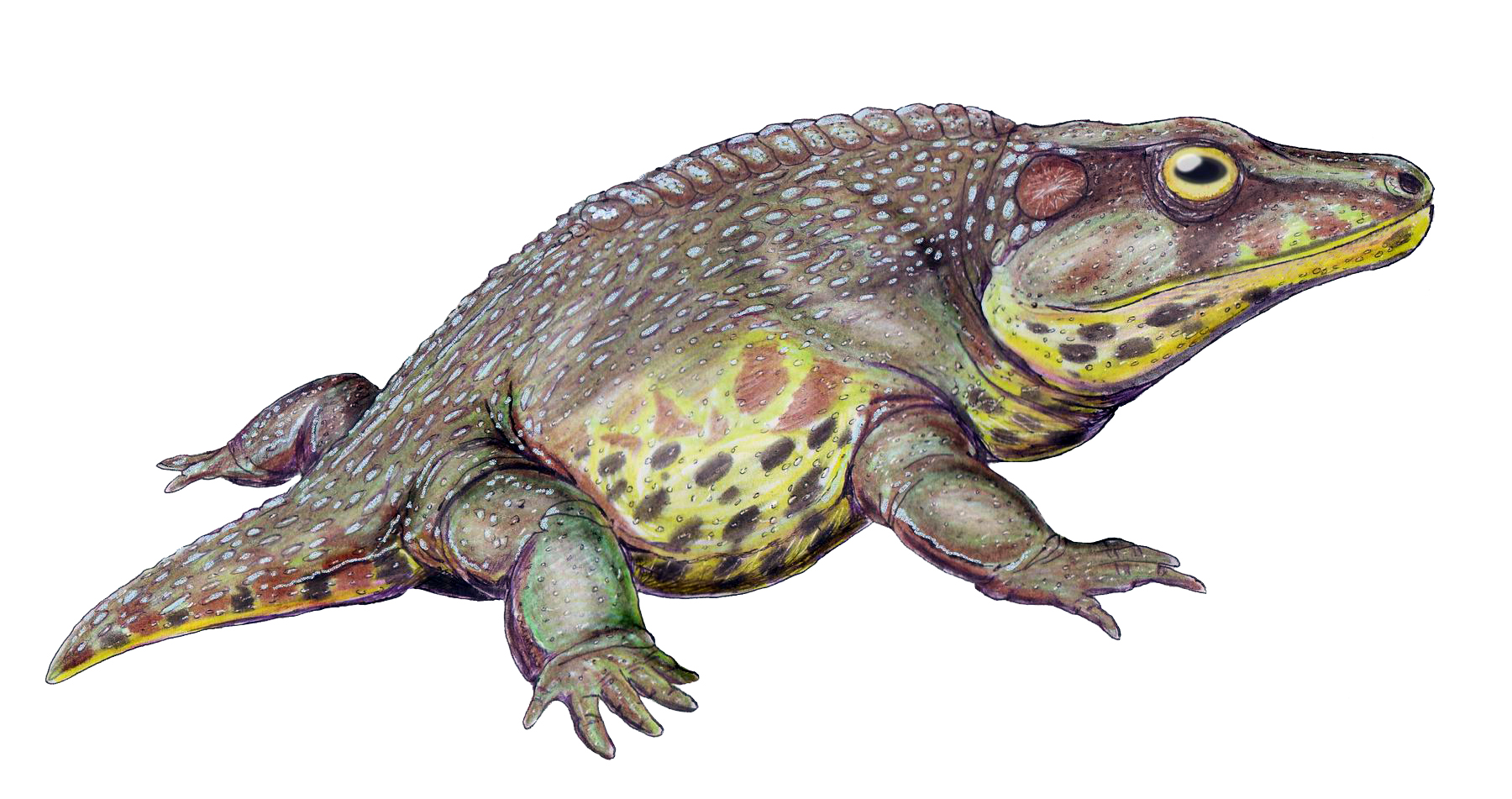
Restauração do C. aspidephorus

O paleontólogo americano Samuel W. Williston usou os detalhes da espécie Cacops aspidephorus para descrever primeiro suas características. Ele observou:

"A criatura montada apresenta uma aparência quase absurda, com sua grande cabeça e região peitoral, ausência de pescoço e cauda curta" (pág. 279), refletida no nome Cacops (do grego kakos "mau, feio" e ops "face, olhar").
No entanto, devido à baixa preservação de espécimes coletados no leito ósseo dos Cacops, no Texas, outros pesquisadores que coletaram espécimes de outras localidades descreveram muitas das características dos Cacops com mais certeza. Características que distinguem os Cacops de outros dissorofídeos incluem um grande processo dorsal do quadrato e um crânio posterior encurtado.
O crânio é muito parecido com uma caixa e as bochechas alinhadas quase em ângulo reto com a mesa do crânio. A ornamentação craniana externa é notada na mesa do crânio e no topo dos cumes que limitam as numerosas depressões. Uma mudança ontogenética significativa nos Cacops é uma ornamentação mais uniformemente distribuída nos adultos. Como outros dissorofídeos, a região temporal do crânio dos Cacops era dominada pelo embaçamento timpânico, que provavelmente abrigava um grande tímpano. Os dentes marginais são recurvados e mais finos do que em outros temnospondilos. Cacops tem menos, mas maiores, dentes do que na maioria dos outros dissorofídeos. A dentição palatina consiste em presas recurvadas maiores que os dentes marginais e minúsculos, dentes fortemente recurvados que cobrem a maior parte da superfície palatina.
Os Cacops eram dissorofídeos de tamanho médio, sendo menores do que os dissorofídeos posteriores da Eurásia, como os Kamacops. Como outros dissorofídeos, os Cacops tinha osteodermes associados à coluna vertebral. Os osteodermes internos são fundidos aos espinhos neurais, enquanto os osteodermes externos se sobrepõem às posições adjacentes com um flange ventral que é inserido entre os sucessivos osteodermes internos. Os osteodermos estão associados apenas às 15 primeiras vértebras, começando no eixo. Eles são relativamente estreitos, principalmente posteriormente, e são sub-retangulares no perfil dorsal, exceto no primeiro osteoderme, que é mais triangular. Os osteodermos também apresentam corrosão cutânea na superfície dorsal. As distribuições desses poços não são aleatórias, mas encontradas ao longo das bordas elevadas do sulco medial e, geralmente, também no sulco.

## História da descoberta
Cacops aspidephorus é o dissorofídeo mais famoso, em parte devido à maioria de seu esqueleto ser conhecido há mais de um século. Mais de 50 espécimes foram encontrados no leito ósseo de Cacops, no Condado de Baylor, Texas, que agora é inundado pelo represado lago Kemp. No entanto, muitas das amostras são cobertas com calcita, que penetra no tecido ósseo, resultando em baixa preservação. "Trematopsis seltini" da Formação Vale do Texas foi originalmente descrito como um trematopídeo por Olson (1956) mas mais tarde foi sinônimo de Cacops aspidephorus por Milner (1985).
Cacops morrisi foi nomeado em homenagem a Tony Morris, que descobriu um de seus dois espécimes. Muitos espécimes foram encontrados na Pedreira de Calcário dos Irmãos Dolese, perto de Richards Spur, Oklahoma. Cacops morrisi tem um crânio que difere do C. aspidephorus por ter um focinho um pouco maior que sua região pós-orbital, uma distância mais curta entre a órbita e a emarginação temporal, além de processos uncinados das costelas.

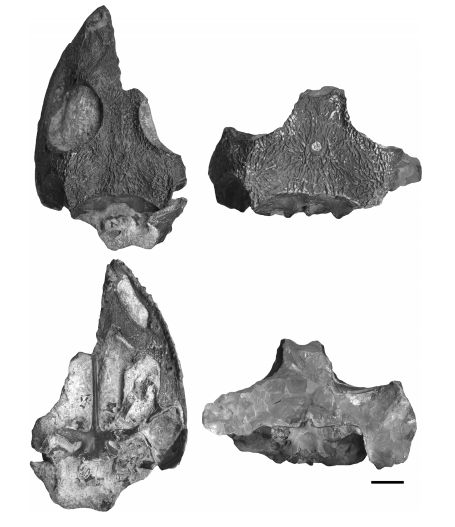
Holótipo do C. woehri

Cacops woehri é nomeado em homenagem a Daniel Woehr, que é um colecionador amador de fósseis. Espécimes foram encontrados na pedreira de calcário dos irmãos Dolese, perto de Richards Spur, Oklahoma. Cacops woehri difere de C. aspidephorus e C. morrisi em muitos atributos, incluindo um crânio mais raso, órbitas mais localizadas dorsalmente e uma abertura estreita de sua cobertura timpânica. A contribuição dos pós-parietais para o teto do crânio também parece ser mais curta em C. woehri do que em C. morrisi, enquanto as flanges occipitais são proporcionalmente maiores em C. woehri. Diferenças mais notáveis distinguíveis de C. morrisi incluem: ausência de exposição lateral de ectopterigoide em juvenis, ausência de dentes tipo presa na margem anterior das vacuidades interpterigoides e quadratojugal sem processo anterior. Os dentes de C. woehri também não são recurvados como em C. aspidephorus e C. morrisi, mostrando uma curvatura lingual distinta. Devido à diferente forma do crânio, teoriza-se que esse táxon específico possa ter uma ecologia diferente dos seus táxons irmãos, possivelmente com um espectro de presas diferente. Isso sugere que poderia haver diferentes demandas funcionais para os dissorofídeos encontrados na localidade de Oklahoma.

## Paleobiologia

### Ontogenia
As séries de crescimento parcial de ambas as espécies, Cacops morrisi e Cacops woehri, são conhecidas. As mudanças gerais na forma do crânio são mínimas, indicando que o crânio mais raso de C. woehri é um recurso válido para diferenciar os táxons através da ontogenia. Dos dois, a ontogenia de C. morrisi é mais conhecida devido ao material mais completo. As alterações ontogenéticas em C. morrisi incluem o desenvolvimento de uma ornamentação mais rugosa e uma distribuição mais uniforme da ornamentação no crânio, perda de uma exposição lateral do ectopterigoide (o 'LEE'), o fechamento posterior do enxerto ótico e um telhado posterior mais achatado do crânio. Em C. woehri, existem pequenas alterações em alguns elementos (e.g., postorbital) e alterações nas proporções ao parassifenoide. Ornamentation does not change as drastically as in C. morrisi.

### Predação
O crânio de Cacops tem várias características associadas ao comportamento predatório. Em particular, as flanges transversais no pterigoide que se estendem abaixo do nível da linha marginal dos dentes foram interpretadas como adaptativas para capturar e segurar presas em dificuldades; esse recurso também é visto nos trematopídeos.
Como muitos outros tetrápodes terrestres, o Cacops exibe evidências de uma membrana timpânica na forma de um flange grande, suave e não ornamentado no entalhe óptico que possui estrias fracas inferidas por terem sido os locais de fixação. Entre os amniotas modernos, a percepção sensorial requer um ouvido médio especializado que coleta sons aéreos através de uma membrana timpânica e entrega as vibrações ao ouvido interno através de várias estruturas, incluindo o estribo. Assim, a descoberta de um estribo estreito em Cacops aspidephorus sugeriu que Cacops tinha a capacidade de ouvir sons do ar. A presença de um tímpano nos amniotas contemporâneos é uma diferença entre esses vertebrados terrestres, o que sugere que esses dois grupos tinham habilidades muito diferentes para ouvir sons do ar.

### Locomoção

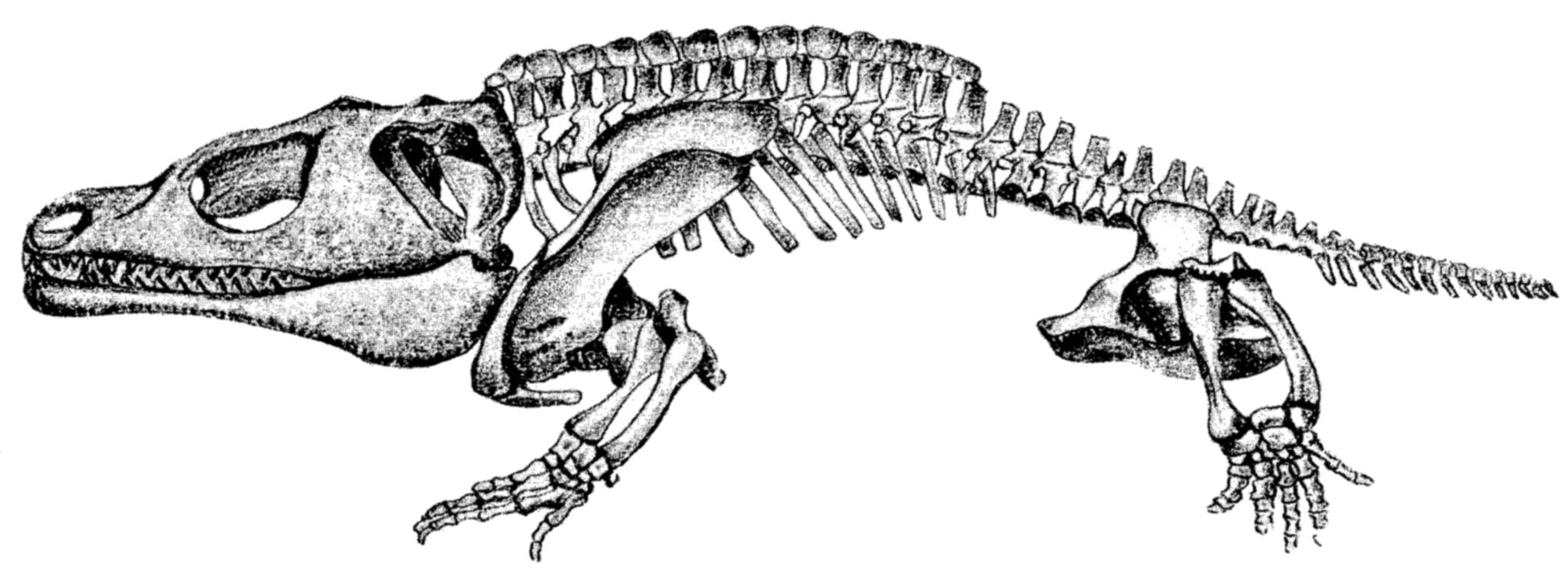
Restauração esquelética por Williston

A locomoção do Cacops aspidephorus foi explorada através de dois estudos de David Dilkes. Duas séries de osteodermos da coluna vertebral pré-sacral afetam a biomecânica do esqueleto axial. Os Cacops têm uma série interna, que consiste em um osteoderme fundido nas pontas distais de cada coluna neural e uma série externa, que se encontra dorsal nos segmentos da série interna e entre os segmentos. As porções da coluna vertebral com osteodermes apresentaram flexão lateral limitada, limitando o movimento lateral. Os autores sugeriram que Cacops pode ter sido capaz de avançar em jorros de curta duração ou que também pode ter usado uma caminhada simétrica semelhante aos crocodilianos ou salamandras modernos, nos quais seu corpo é suportado por movimentos opostos dos membros anteriores e posteriores.